# Красікова Ганна Феодосіївна
Ганна Феодосіївна Красікова (24 лютого 1947, село Сачивки, Брестська область, Білоруська РСР) — колгоспниця, операторка машинного доїння колгоспу імені Сотникова Сорочинського району Оренбурзької області. Повний кавалер Ордена Трудової Слави. Депутат Верховної Ради РРФСР 9-го скликання.

## Біографія
Народилася 24 лютого 1947 року в селі Сачивки Брестської області в селянській родині. Отримала неповну середню освіту в рідному селі.
У 1964 році переїхала в село Бурдигіно Сорочинського району, де стала працювати в овочівницькій бригаді колгоспу імені Сотникова Сорочинського району. У 1968 року перейшла на роботу на молочну ферму цього ж колгоспу. Перший час обслуговувала вручну 17 корів. Після введення автоматизації обслуговувала 40 корів. Застосовуючи передовий досвід збільшила надої від кожної корови в середньому близько 3 тисяч кілограм молока і пізніше — до 4140 кілограм.
За дострокове виконання завдань дев'ятої і десятої п'ятирічок нагороджена Орденами Трудової Слави 3 і 2 ступеня (1978 і 1984 роках). У 1990 році була нагороджена Орденом Трудової Слави 1 ступеня «за досягнення високих результатів у виробництві, переробці і продажу державі сільськогосподарської продукції на основі застосування прогресивних технологій і передових методів організації праці».
Обиралася депутатом Верховної Ради РРФСР (1975—1980).
У 2001 році вийшла на пенсію. Проживає в селі Бурдигіно Сорочинського району Оренбурзької області.

## Нагороди
- Орден Трудової Слави 3 ступеня — 30.03.1978, № 381051
- Орден Трудової Слави 2 ступеня — 14.12.1984, № 20585
- Орден Трудової Слави 1 ступеня — 28.08.1990, № 763